# 3. ŽNL Vukovarsko-srijemska 2010./11.
3. ŽNL Vukovarsko-srijemska podijeljena je u dvije skupine po nogometnim središtima: Vinkovci i Vukovar (za NS Županja ne postoji 3. ŽNL). Prvaci liga će u sljedećoj sezoni igrati u 2. ŽNL Vukovarsko-srijemska.

## Ljestvica

### NS Vukovar
| Mj. | Klub                   | Sus. | Pob | Rem | Por | GR    | Bod     |
| --- | ---------------------- | ---- | --- | --- | --- | ----- | ------- |
| 1.  | NK Mladost Svinjarevci | 21   | 15  | 4   | 2   | 75:19 | 49      |
| 2.  | NK Sloga Pačetin       | 21   | 14  | 3   | 4   | 60:22 | 44 (-1) |
| 3.  | NK Petrovci            | 21   | 13  | 3   | 5   | 61:25 | 42      |
| 4.  | HNK Lipovača           | 21   | 13  | 2   | 6   | 62:40 | 41      |
| 5.  | NK Tompojevci          | 21   | 8   | 1   | 12  | 40:64 | 25      |
| 6.  | NK Hajduk Vera         | 21   | 4   | 4   | 13  | 19:47 | 16      |
| 7.  | NK Opatovac            | 21   | 5   | 1   | 15  | 25:66 | 15 (-1) |
| 8.  | HNK Borovo Vukovar     | 21   | 2   | 2   | 17  | 14:73 | 7 (-1)  |

### NS Vinkovci
| Mj. | Klub                     | Sus.                                 | Pob                                  | Rem                                  | Por                                  | GR                                   | Bod                                  |
| --- | ------------------------ | ------------------------------------ | ------------------------------------ | ------------------------------------ | ------------------------------------ | ------------------------------------ | ------------------------------------ |
| 1.  | NK Marinci               | 18                                   | 14                                   | 3                                    | 1                                    | 52:18                                | 45                                   |
| 2.  | NK Slavonac Prkovci      | 18                                   | 12                                   | 3                                    | 3                                    | 47:25                                | 39                                   |
| 3.  | NK Polet Donje Novo Selo | 18                                   | 9                                    | 3                                    | 6                                    | 44:29                                | 30                                   |
| 4.  | NK Bosut Apševci         | 18                                   | 8                                    | 5                                    | 5                                    | 37:29                                | 29                                   |
| 5.  | NK Sremac Markušica      | 18                                   | 7                                    | 6                                    | 5                                    | 45:34                                | 27                                   |
| 6.  | NK Čelik Gaboš           | 18                                   | 7                                    | 3                                    | 8                                    | 46:49                                | 24                                   |
| 7.  | NK Đezelem Korođ         | 18                                   | 7                                    | 1                                    | 10                                   | 50:54                                | 22                                   |
| 8.  | NK Borac Banovci         | 18                                   | 5                                    | 3                                    | 10                                   | 42:53                                | 18                                   |
| 9.  | NK Podgrađe              | 18                                   | 4                                    | 2                                    | 12                                   | 23:47                                | 14                                   |
| 10. | NK Obilić Ostrovo        | 18                                   | 1                                    | 3                                    | 14                                   | 21:69                                | 6                                    |
| 11. | NK Lovor Nijemci         | odustao od natjecanja nakon dva kola | odustao od natjecanja nakon dva kola | odustao od natjecanja nakon dva kola | odustao od natjecanja nakon dva kola | odustao od natjecanja nakon dva kola | odustao od natjecanja nakon dva kola |

NK Lovor Nijemci je zbog neopravdanog odustajanja od natjecanja kažnjen sa 6 negativnih bodova na početku sezone kada se vrate natjecanju.